# Panjnad

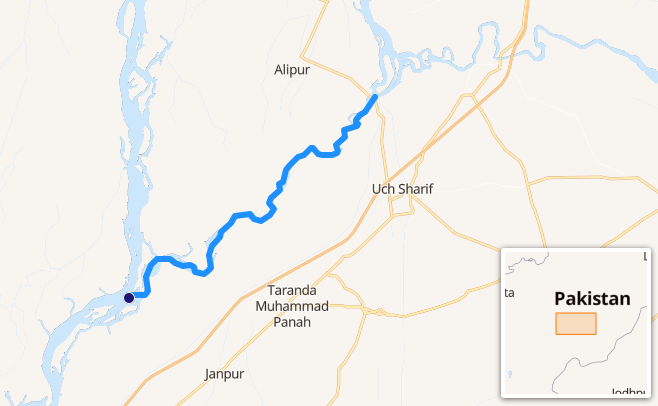
Tragitto del fiume Panjnat

Il Panjnat è un fiume della provincia del Punjab, in Pakistan, formato, poco a valle di Uch, dalle successive confluenze dei fiumi Sutlej, Beās, Rāvi, Jhelum e Chenāb. Il Panjnad (letteralmente «Cinque Fiumi») scorre per 71 km verso sud-ovest fino alla sua confluenza con l'Indo nei pressi di Mithankot. Una diga sul Panjnad poco dopo la confluenza del Sutlej con il Chenāb fa parte del Sutlej Valley Project (un programma per l'irrigazione della valle del Sutlej).